# Meteorus rugifrontatus
Meteorus rugifrontatus är en stekelart som beskrevs av Chen och Wu 2000. Meteorus rugifrontatus ingår i släktet Meteorus och familjen bracksteklar. Inga underarter finns listade i Catalogue of Life.